# Aplacentaire
Un mammifère aplacentaire est un mammifère qui n'a pas de placenta lors du développement de l'embryon ; de tels mammifères se développent dans un œuf. Ils appartiennent à l'Ordre des protothériens, comme l'ornithorynque.
Il existe des espèces vivipares aplacentaires autres que mammifères. C'est le cas de beaucoup de requins, comme le Requin-tigre (Galeocerdo cuvier) ou le Requin-renard commun (Alopias vulpinus).
Chez les métathériens (marsupiaux) un placenta est bien présent mais de manière transitoire et le fœtus termine son développement dans une poche marsupiale. Les marsupiaux sont ainsi parfois qualifiés d'aplacentaires ce qui semble néanmoins abusif. 